# Cyathea sylvatica
Cyathea sylvatica är en ormbunkeart som beskrevs av Lehnert. Cyathea sylvatica ingår i släktet Cyathea och familjen Cyatheaceae. Inga underarter finns listade.